# Trachinotus goreensis
 Trachinotus goreensis és una espècie de peix de la família dels caràngids i de l'ordre dels perciformes.

## Morfologia
Els mascles poden assolir els 100 cm de longitud total.

## Distribució geogràfica
Es troba des del Senegal fins a Angola.